# Cesana Brianza
Cesana Brianza là một đô thị trong tỉnh Lecco, trong vùng Lombardia của Ý, cự ly khoảng 40 km về phía bắc của Milan và khoảng 9 km về phía tây nam của Lecco. Tại thời điểm ngày 31 tháng 12 năm 2004, đô thị này có dân số 2.257 người và diện tích là 3,4 km².
Cesana Brianza giáp các đô thị: Annone di Brianza, Bosisio Parini, Canzo, Civate, Eupilio, Pusiano, Suello.